# Victoria Zdrok
Dr. Victoria Nika Zdrok, née le 3 mars 1973 à Kiev se distingue par le fait qu'elle est playmate de Playboy, Penthouse pet, star du cinéma pour adulte, docteur en psychologie clinique, sexologue et ancienne ambassadrice du réchauffement Est-Ouest.

## Biographie
Enfant en Ex-URSS, elle écouta Voice of America grâce au poste de radio clandestin que possédait son père. Elle étudia l'anglais avec diligence dans l'espoir de partir un jour aux États-Unis. En 1989 et à l'âge de 16 ans, elle a eu l'honneur d'être la première adolescente soviétique autorisée à rejoindre les États-Unis dans le cadre d'un échange scolaire. Ainsi, elle a été qualifiée d'ambassadrice du réchauffement Est-Ouest, de la perestroïka et du glasnost. 

### Vie adulte
Dr. Zdrok a été diplômée du Pensacola Junior College (Floride) à l'âge de 16 ans puis reçue un Bachelor of art (mention très bien) à la West Chester University à 17 ans. Elle poursuivit dans l'enseignement supérieur en suivant un programme commun de droit et de psychologie à la Villanova University et à la Hahnamann Medical School à Philadelphie. Elle obtient en 1997 son Juris Doctor (J.D.), diplôme américain en droit puis un Master of Arts et un Doctor of Philosophy en psychologie clinique.
Sa dissertation au sujet des « effets d'une instruction juridique sur la perception par un jury d'un refus de témoigner de la part de la défense » a été nommée au Law Psychology Awards. Son but étant de se spécialiser dans un domaine où la psychologie et le droit se rencontrent, elle souhaita d'abord s'orienter vers du conseil auprès des jurys. Puis elle fut acceptée, dès sa première tentative, aux tests lui permettant de rendre la justice dans l'État de New York. Récemment, elle a complété sa formation par des études post-doctorales en sexologie.
Elle a été couronnée "meilleure beauté" de Philadelphie en 1994. Elle est apparue dans des films, des talk-shows et dans des magazines. Playboy la désigne playmate du mois en octobre 1994. Elle aurait dû être élue playmate de l'année 1995 en lieu et place de Julie Cialini mais une rumeur circula à propos d'une affaire entre Hugh Hefner et sa femme d'alors : Kimberley Conrad. 
Victoria affirma que tout ceci était parfaitement faux. Cependant, Victoria remarqua que Julie était une amie de Kimberley et qu'elle passait beaucoup de temps au manoir de Playboy tandis que Victoria était à l'école à plein temps.
En juin 2002, Penthouse designa Victoria Pet of the Month. À l'âge de 30 ans, en 2004, elle devint Penthouse Pet of the Year. Victoria a été la deuxième femme à être désignée comme Playboy Playmate et Penthouse Pet (deuxième après Lynn Thomas).

### Mariage avec Alexander Zdrok
Étant une étudiante étrangère de 17 ans en échange scolaire, Victoria chercha des conseils pour prolonger la durée de son visa. Elle trouva alors un avocat de renom et parlant russe couramment à Philadelphie : Alexander Zdrok. Il était deux fois plus âgé qu'elle et il avait déjà été marié et divorcé deux fois. Alexander proposa alors à Victoria de l'épouser pour obtenir une carte verte de façon à pouvoir rester de manière permanente aux États-Unis. Le fait qu'elle était jeune et belle fut probablement parmi les motifs de cette proposition. Victoria et Alexander se sont mariés à Las Vegas, le 26 octobre 1990.

### Divorce
Le mariage a rapidement battu de l'aile. Alexander Zdrok a été radié par la cour suprême de Pennsylvanie en 1991 pour contrefaçon. Une fois arrêté et en prison, il abusa de Victoria. Des doutes furent soulevés sur de possibles liens entre Alexander et la mafia. En 1996, alors âgée de 23 ans, Victoria chercha à divorcer. Pour obtenir le divorce et menacée de mort, Victoria a été forcée de signer un accord selon lequel elle s'engagea à reverser 15 % des bénéfices sur ses futurs gains (films, téléfilms, photos...) à son ex-mari, et ce pendant 10 ans.
Cependant, Victoria, n'a jamais réussi à se débarrasser d'Alexander : en janvier 2001, Alexander l'a poursuivie pour obtenir une meilleure compensation financière alors que Victoria réclamait une révision de l'accord, le jugeant inadmissible. Elle a perdu en appel. En mai 2004, après avoir été nommée Penthouse Pet of the Year, Alexander chercha de nouveau à revoir le contrat.

## Famille
Victoria a une fille, née en 2002. Il semble qu'elle se soit fiancée en 2003.
Elle aida la totalité de sa famille à émigrer vers les États-Unis.
Victoria a une petite sœur, arrivée deux ans après elle en Amérique. Elle fait également du mannequinat sous le nom de Tatiana Zdrok.

## Divers
Victoria parle six langues : anglais, ukrainien, russe, français, espagnol et allemand.
Victoria a déclaré penser arrêter sa carrière dans "l'industrie du charme". Utilisant ses compétences en sexologie, elle souhaite devenir le nouveau Docteur Ruth.
La majorité des apparitions photo ou vidéo sont en fait des apparitions où elle pose seule ou occasionnellement avec d'autres filles.

## Citations
- "I want to become Doc Zdrok, the next Dr. Ruth, a sexpert of the Z generation."

Ce qui peut se traduire par :
"Je veux devenir Docteur Zdrok, la nouvelle Docteur Ruth, une sexperte de la génération Z."
- "Most men have some understanding of the importance of the clitoris in sexual pleasure but few men know about the mons pubis, so I think sex education can bring more enjoyment to couples, particularly to women, because male orgasm is usually more consistent and more predictable whereas for women more patience is required."

Ce qui peut se traduire par :
"La plupart des hommes ont quelques notions sur l'importance du clitoris dans le plaisir sexuel mais peu d'hommes connaissent le mont de Vénus, donc je pense que l'éducation sexuelle peut amener plus de plaisir aux couples, particulièrement aux femmes, parce que d'habitude l'orgasme masculin est plus consistant et prévisible alors que pour les femmes, il faut plus de patience."

## Filmographie
- Guide to Great Sex (2009)
- Asses of Face Destruction (2006)
- Soloerotica 9 (2006)
- Assturbators 2 (2005)
- Three's Cumpany (2005)
- Dark Side (2004)
- Lesbians in Lust (2004)
- Temptation (2003)
- Soloerotica 4 (2003)
- Bare-Skinned Captives (2002)
- Centerfold Coeds: Girlfriends (2000)
- Satin Smoke (1998)
- Star of Jaipur (1998)

## Apparitions dans les numéros spéciaux dePlayboy
- Playboy's Sexy 100, février 2003
- Playboy's Book of Lingerie Vol. 73, mai 2000
- Playboy's Book of Lingerie Vol. 71, janvier 2000 - pages 22–25
- Playboy's Wet & Wild, décembre 1999
- Playboy's Barefoot Beauties Vol. 1, décembre 1999
- Playboy's Girlfriends, septembre 1999 - pages 60–65
- Playboy's Celebrating Centerfolds Vol. 2, avril 1999 - pages 10–11
- Playboy's Book of Lingerie Vol. 65, janvier 1999 - 1re et 4e de couverture, pages 1, 14-17, 90-91
- Playboy's Nudes, décembre 1998 - pages 24–25, 48-51
- Playboy's Book of Lingerie Vol. 64, novembre 1998 - pages 40–43
- Playboy's Book of Lingerie Vol. 63, septembre 1998 - pages 6–7
- Playboy's Girlfriends, juillet 1998 - pages 22–33
- Playboy's Book of Lingerie Vol. 62, juillet 1998 - pages 64–65
- Playboy's Girls of Summer, mai 1998
- Playboy's Nude Playmates, avril 1998 - couverture, pages 1, 3-5
- Playboy's Book of Lingerie Vol. 58, novembre 1997 - Gen Nishino, pages 15
- Playboy's Playmate Review Vol. 11, mai 1995 - pages 84–91

## Publication
- (en) Dr Z On Scoring: How to Pick Up, Seduce and Hook Up with Hot Women (ISBN 9781416564638)[2]